# Bruinbehaard gordeldier
Het bruinbehaard gordeldier of behaarde gordeldier (Chaetophractus villosus) is een zoogdier uit de familie Chlamyphoridae. De wetenschappelijke naam van de soort werd voor het eerst geldig gepubliceerd door Anselme Gaëtan Desmarest in 1804.

## Kenmerken
De vacht van dit gordeldier bestaat uit lange stijve haren, die tussen de ongeveer 18 gordelbanden uitsteken. Daarvan zijn 7 of 8 banden scharnierend, zodat het dier zich als een bal kan oprollen en zijn weke, wit of bruinbehaarde buik kan beschermen. De lichaamslengte bedraagt 22 tot 40 cm, de staartlengte 9 tot 17 cm en het gewicht 1 tot 3 kg.

## Leefwijze
In de zomer is het dier overwegend 's nachts actief en voedt het zich met kleine, levende kost, van insectenlarven tot knaagdieren. In de winter daarentegen is het dier overdag actief en voedt het zich met plantenkost. Het zijn uitstekende lopers, die zich relatief snel kunnen verplaatsen.

## Verspreiding
Bruinbehaarde gordeldieren komen voor in woestijnachtige gebieden in het zuiden van Zuid-Amerika, met name in Argentinië, Bolivia en Paraguay.